# Łężec Drugi

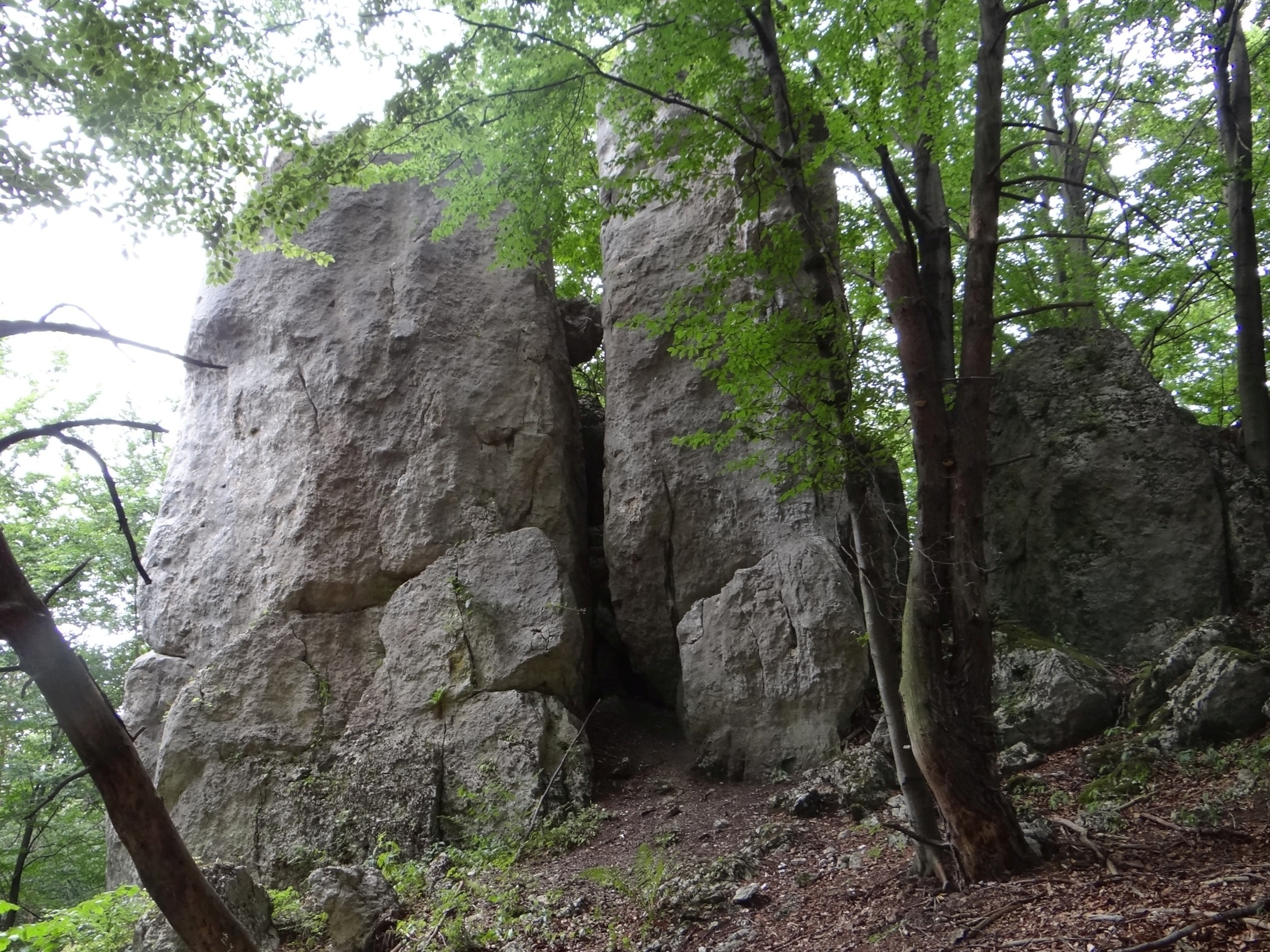

Łężec Drugi – grupka skał na grzbiecie wzgórza Łężec na Wyżynie Częstochowskiej. Znajdują się w miejscowości Morsko w województwie śląskim, w powiecie zawierciańskim, w gminie Włodowice, w pasie skał ciągnących się grzbietem tego wzgórza od Zamku w Morsku na północny wschód. Skały na Łężcu stosunkowo niedawno stały się obiektem wspinaczki skalnej i rejon ten daleki jest jeszcze do wyeksploatowania przez wspinaczy. Ciągle tworzone są na nich nowe drogi wspinaczkowe. Przez wspinaczy skalnych zaliczane są do grupy Skał Morskich.
Łężec Drugi to zbudowane ze skalistego wapienia dwie turnie o wysokości 12 m. Znajdują się w lesie pomiędzy skałami Ropusza i Łężec Pierwszy i są obiektem wspinaczki skalnej. Na ich północnych ścianach są 3 drogi wspinaczkowe o trudności VI.3 w skali krakowskiej oraz jeden projekt. Drogi nr 3 i 4 mają zamontowane stałe punkty asekuracyjne: ringi (r) i stanowiska zjazdowe (st), na drodze nr 2 wspinaczka tradowa (trad.). Oprócz dwóch turni stanowiących obiekt wspinaczki w grupie Łężca Drugiego są jeszcze mniejsze skały.

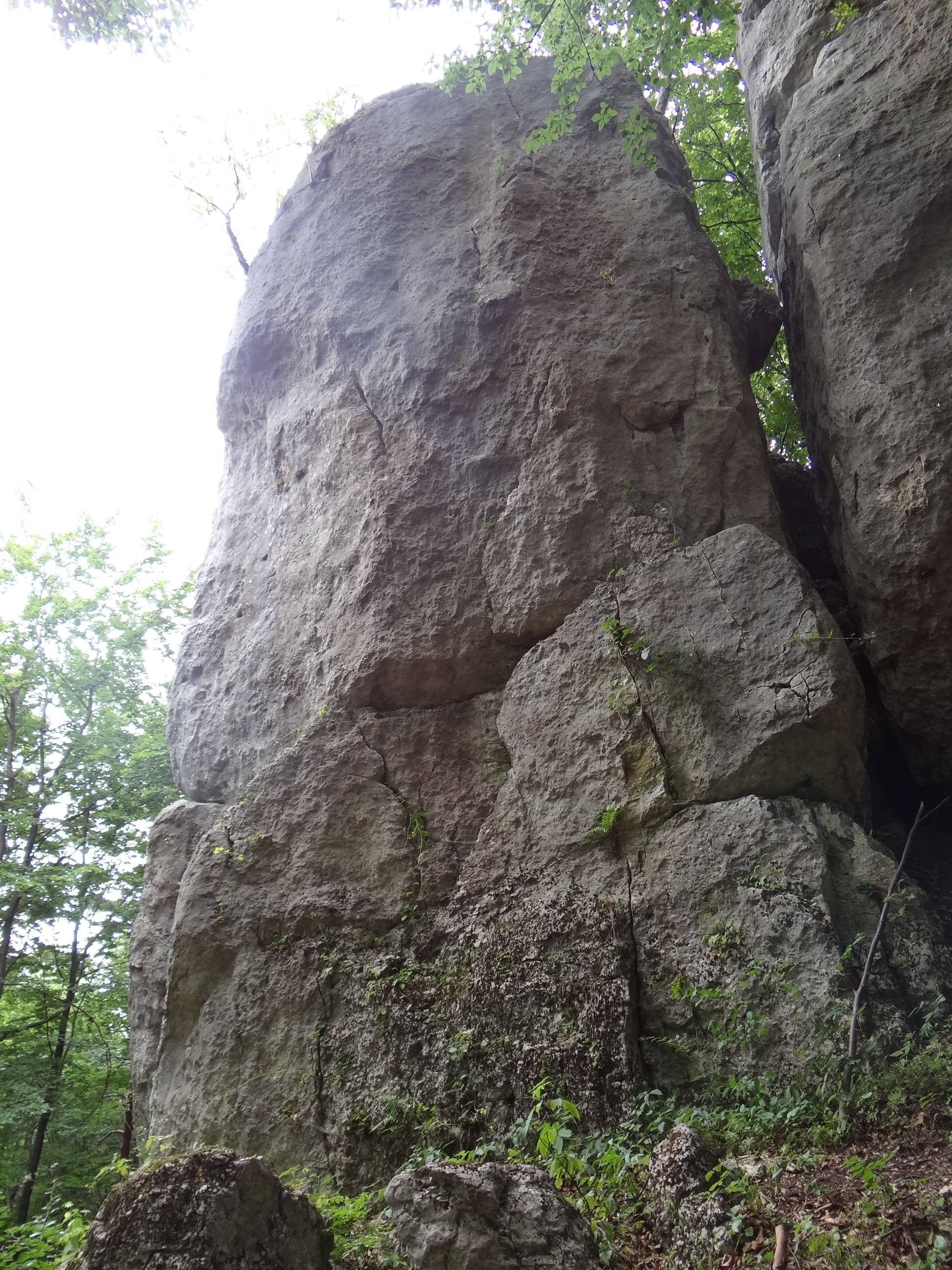

## Drogi wspinaczkowe
1. Projekt (6r+st),
2. Disco stereo VI.3,
3. Prawo wyłączonego środka VI.3 (4r+st),
4. Niedołężec VI.3 (4r+st)[1].